# Federalizace Československa
Federalizace Československa se uskutečnila 1. ledna 1969, kdy se unitární Československá socialistická republika stala federací dvou celků, České socialistické republiky a Slovenské socialistické republiky.
Po sametové revoluci došlo roku 1990 k dvojí změně názvu federativního Československa. Nejprve došlo k 29. březnu 1990 ke změně názvu Československé socialistické republiky na Československá federativní republika, záhy však došlo k 23. dubnu 1990 k definitivnímu přejmenování na Česká a Slovenská Federativní Republika, přičemž se v obou případech používala oficiální zkratka ČSFR. Členské republiky se v březnu 1990 přejmenovaly, Slovenská socialistická republika k 1. březnu na Slovenskou republiku a Česká socialistická republika k 6. březnu 1990 na Českou republiku. Československo zůstalo federací až do svého zániku 31. prosince 1992, členské republiky se k 1. lednu 1993 osamostatnily.

## Vývoj státního uspořádání

### Asymetrická částečná autonomie Slovenska 1945–1968
Slovenská národní rada, která vznikla za Slovenského národního povstání jako jeho revoluční orgán, působila jako slovenský zákonodárný sbor bez podkladu v československém ústavním právu i v letech 1945–1948, Ústava 9. května ji pak od roku 1948 zlegalizovala a její dosavadní nařízení uznala jako zákony.[zdroj⁠?!] Současně existoval od roku 1944 až do roku 1960 Sbor pověřenců, což byl výkonný orgán Slovenské národní rady. Ústava Československé socialistické republiky Sbor pověřenců zrušila a výrazně omezila pravomoci Slovenské národní rady.
Příkladem, jak systém fungoval, je státní ochrana přírody. Slovenská národní rada přijala zákon č. 1/1955 Zb. SNR, o štátnej ochrane prírody, platný jen pro slovenské kraje. Následně československé Národní shromáždění přijalo československý zákon č. 40/1956 Sb., o státní ochraně přírody, který však byl od počátku účinný pouze pro české kraje.

### Československá federalizace roku 1969

Československo v letech 1969–1990

Federalizace byla především slovenským politickým tématem. Záměry spojit akt federalizace s demokratizací byly v době nastupující normalizace již neaktuální. V procesu normalizační centralizace byl smysl federalizace do značné míry potlačen.

#### Snahy o trojfederaci
Projekt trializace Československa, tedy federace tří zemí (Čechy, Morava s československým Slezskem, Slovensko)  nebyl významněji na vyšší politické úrovni navrhován.
2. dubna 1968 vydali pracovníci Moravského muzea v Brně prohlášení, v němž požadovali obnovu Moravy jakožto autonomního celku v souvislosti s připravovanou federalizací Československa. 16 . dubna 1968 podobné prohlášení vydali jihomoravští a severomoravští novináři na sjezdu v Olomouci. 17. dubna 1968 se dokonce ve prospěch obnovení Moravskoslezské země vyjádřil Jihomoravský krajský národní výbor a obdobné názory se objevily i ve vedení druhého moravského kraje, třebaže ten byl zprvu k myšlence Moravskoslezské země spíš chladný. Na Moravě proběhla veřejná diskuse, zda bude lepší moravská země v rámci budoucí České republiky nebo samostatná republika vedle Čech a Slovenska. Hlavním zastáncem myšlenky trojfederace se stala v květnu 1968 založená Společnost pro Moravu a Slezsko, sdružující zprvu především vědce a umělce, v jejím čele stanul Boleslav Bárta a v srpnu měla 200 000 registrovaných členů v 600 místních výborech po celé Moravě. Obnovení Moravskoslezské země jako státoprávního celku podpořila i řada významných podniků na jižní i severní Moravě (Vinařské závody Mikulov, Jihomoravské cukrovary Uherské Hradiště, celozávodní výbor KSČ Vítkovických železáren v Ostravě). Po sovětské invazi tyto diskuse utichly a významní politici již tuto myšlenku nezmiňovali.
Ústavní zákon o československé federaci zásadním způsobem novelizoval dosavadní československou ústavu z roku 1960. Národní shromáždění Československé socialistické republiky jej přijalo dne 27. října 1968 a vyhlášen byl pod číslem 143/1968 Sb. V preambuli zákon uznal „nezadatelnost práva na sebeurčení až do oddělení“, avšak zároveň konstatoval, že „dobrovolné federativní státní spojení je odpovídajícím výrazem práva na sebeurčení a rovnoprávnost, avšak též nejlepší zárukou pro náš plný vnitřní národní rozvoj i pro ochranu naší národní svébytnosti a svrchovanosti.“
Den 28. října byl v socialistickém kalendáři uváděn nejen jako Den vzniku samostatné ČSR (1918), ale zároveň i jako Den znárodnění (1945) a Den prohlášení o československé federaci (1968).
Zákon ustanovil Federální shromáždění, českou a slovenskou národní radu, federální vládu, republikové vlády. Ústavní soud uvedený v ústavě ani republikové ústavní soudy nebyly po dlouhou část doby platnosti ústavy fakticky zřízeny. Teprve v únoru 1991 byl přijat ústavní zákon o zřízení Ústavního soudu ČSFR a byl složen z 12 soudců, po 6 z každé republiky.
Postupně byly zřízeny také vedle federálního Nejvyššího soudu republikové nejvyšší soudy – český a slovenský.
U některých významných institucí vzniklo asymetrické uspořádání: kupříkladu v Česku působila Československá televize, na Slovensku byla později ustanovena Slovenská televize (Česká televize v době federace neexistovala).
Podobně vládnoucí Komunistická strana Československa zahrnovala Komunistickou stranu Slovenska, avšak česká komunistická strana neexistovala.
Výsledkem federalizace byla zrychlená modernizace Slovenska, masivní transfer finančních prostředků z České republiky na Slovensko a transfer surovin a produktů pocházejících ze slovenské prvovýroby opačným směrem. Na Slovensku byl rozvíjen zejména zbrojní průmysl, který by zde byl méně ohrožen při předpokládané vojenské konfrontaci na hranicích ČSSR a Spolkové republiky Německo.
Oba národní jazyky, čeština i slovenština, byly Ústavním zákonem o československé federaci (čl. 6) prohlášeny jak před orgány federace, tak před orgány obou národních států za rovnoprávné.

### Postavení menšin
Od 1. ledna 1969 zároveň vstoupil v platnost ústavní zákon o postavení národností v Československé socialistické republice, přijatý 27. října 1968 společně s ústavním zákonem o federalizaci. Tento zákon deklaroval ochranu a rozvoj občanům maďarské, německé, polské a ukrajinské (rusínské) národnosti a deklaroval právo občana svobodně rozhodovat o své národnosti podle vlastního přesvědčení.

### Rozdělení kompetencí
Do výlučné federální kompetence byly článkem 7 svěřeny oblasti zahraniční politiky včetně rozhodování v otázkách války a míru a obrany, měny, federální státní hmotné rezervy, federálního zákonodárství , ochrany federální ústavnosti.
Do společné působnosti federace i národních republik byly ústavním zákonem svěřeny otázky plánování, financí, bankovnictví, cenových věcí, zahraničního obchodu, průmyslu, zemědělství a výživy, dopravy, pošt, telekomunikací, rozvoje vědy a techniky, investiční činnosti, práce a mzdové a sociální politiky, sociálně ekonomických informací, právní úpravy socialistického podnikání, hospodářské arbitráže, normalizace, měr a vah, průmyslových práv a státního zkušebnictví, vnitřního pořádku a bezpečnosti státu, tisku a jiných informačních prostředků a kontroly.
Ostatní záležitosti spadaly do výlučné působnosti národních států.

### Vytyčení hranice mezi republikami
Hranicí mezi novými republikami se stala hranice mezi "moravskými" a slovenskými kraji ustavenými v roce 1960 zákonem o územním členění státu.

### Občanství
Občané ČSSR nabyli též občanství jedné z nových, národních republik.
Existence českého občanství se posuzovala podle zákona č. 39/1969 Sb., o nabývání a pozbývání státního občanství České republiky.

## Státní symboly

#### Federální státní symboly
Československé státní symboly (vlajka, znak, hymna) se při federalizaci nezměnily.

#### České státní symboly
V roce 1968 byla ustanovena komise expertů v čele s J. Šebánkem, která měla stanovit znak a vlajku České socialistické republiky. Komise navrhla zavést bíločervenou bikolóru a používat původní znak Čech. Návrhy byly připraveny až v červenci 1969. Stranické i státní orgány tehdy návrhy odložily, takže Česká socialistická republika nikdy vlastní znak a vlajku neměla.
Návrh na vydání ústavního zákona o státních znacích České, Slovenské a Československé republiky předložil až na přelomu let 1989–1990 prezident ČSSR Václav Havel. Dne 26. ledna 1990 předsednictvo České národní rady přikázalo návrh projednat ve výborech ČNR.
Vytvořená komise předložila dva návrhy znaku ČR. Autorem byl J. Dolejš, obě varianty se objevily v návrhu ústavního zákona ze 13. února 1990. Tentýž návrh popisoval i vlajku ČR jako bíločervenou bikolóru s poměrem stran 2:3. V dalších návrzích se pak objevovaly souběžně dva znaky jako tzv. malý znak a velký znak. Souběžně byla navržena i česká hymna, tvořená první částí dosavadní československé hymny. Dne 9. března 1990 grafik Jiří Rathouský předložil své návrhy na výtvarné řešení obou znaků. Česká národní rada schválila zákony dne 13. března 1990. Novou podobu znaku namaloval Joska Skalník.
Při volbách v roce 1990 sice měla být u všech volebních místností vyvěšena jak československá, tak česká vlajka, ale česká dvojbarevná vlajka s červeným a bílým pruhem, značně podobná polské, se za dobu své platnosti příliš nevžila a mnohde nebyla používána ani v povinných případech.